# Meures
Meures ist eine französische Gemeinde mit 131 Einwohnern (Stand: 1. Januar 2022) im Département Haute-Marne in der Region Grand Est. Sie gehört zum Arrondissement Chaumont und zum Kanton Bologne. Die Bewohner werden Meurois und Meuroises genannt.

## Lage
Die Gemeinde Meures liegt 10 Kilometer nordwestlich von Chaumont. Sie ist umgeben von folgenden Nachbargemeinden:
| Sexfontaines |                                             | Ormoy-lès-Sexfontaines |
|              | Kompassrose, die auf Nachbargemeinden zeigt | Annéville-la-Prairie   |
|              | Jonchery                                    | Bologne                |

## Bevölkerungsentwicklung
| Jahr                       | 1962 | 1968 | 1975 | 1982 | 1990 | 1999 | 2008 | 2019 |
| -------------------------- | ---- | ---- | ---- | ---- | ---- | ---- | ---- | ---- |
| Einwohner                  | 126  | 124  | 110  | 122  | 114  | 112  | 109  | 132  |
| Quellen: Cassini und INSEE |      |      |      |      |      |      |      |      |

## Sehenswürdigkeiten
- Borne de la Terre sacrée, eines der sechs Mahnmale für die gefallenen französischen und alliierten Soldaten im Ersten Weltkrieg
- Kirche Saint-Pierre-Saint-Paul

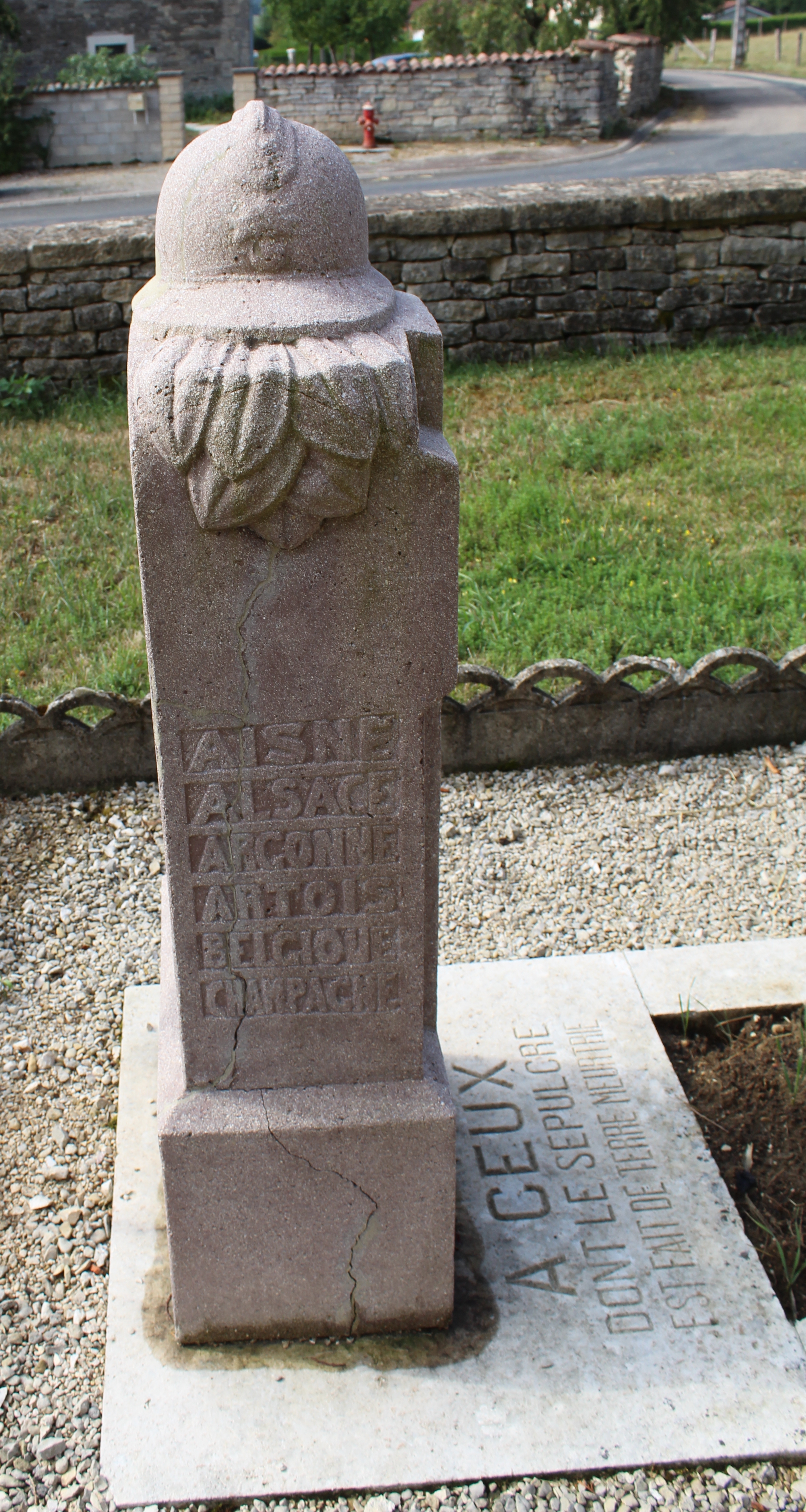
Borne de la Terre sacrée
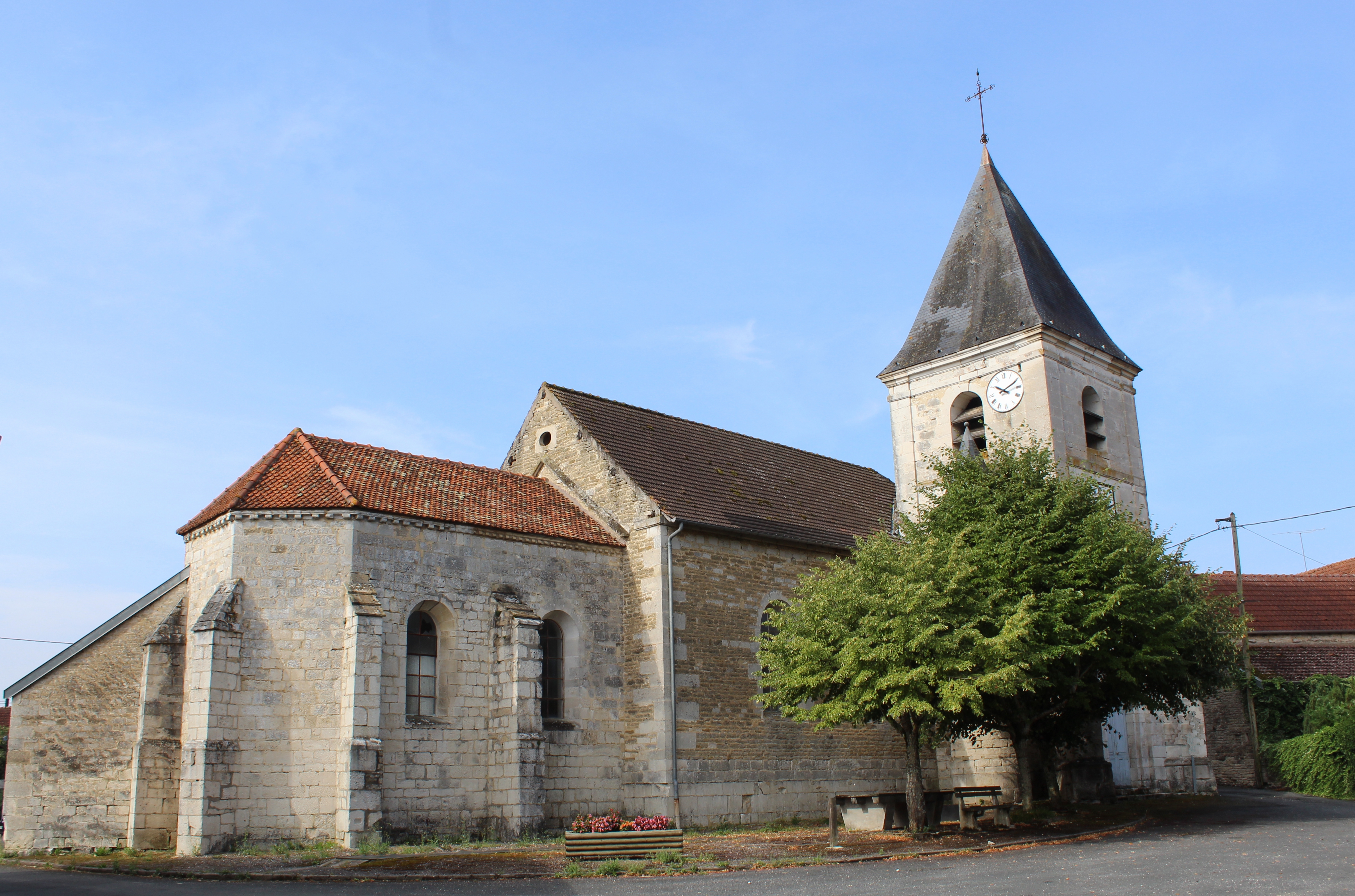
Kirche Saint-Pierre-Saint-Paul